# Achhalda
Achhalda es un pueblo y nagar Panchayat situado en el distrito de Auraiya en el estado de Uttar Pradesh (India). Su población es de 9431 habitantes (2011). 

## Demografía
Según el  censo de 2001 la población de Achhalda era de 8361 habitantes, de los cuales el 53% eran hombres y el 47% eran mujeres. Achhalda tiene una tasa media de alfabetización del 70%, superior a la media estatal del 59,5%.